# نیکولای منشوتکین
نیکولای منشوتکین (روسی: Николáй Алекса́ндрович Меншýткин؛ ۲۴ اکتبر ۱۸۴۲ – ۵ فوریهٔ ۱۹۰۷) شیمی‌دان اهل روسیه بود. او در سال ۱۸۹۰ میلادی نشان داد که آمین‌ها در واکنش با هالوآلکان به کاتیون آمونیوم نوع چهارم تبدیل می‌شوند. این واکنش به واکنش منشوتکین مشهور است.